# Melloina rickwesti
Espèce
Melloina rickwesti est une espèce d'araignées mygalomorphes de la famille des Theraphosidae.

## Distribution
Cette espèce est endémique du Panama.

## Description
La femelle holotype mesure 12 mm.

## Étymologie
Cette espèce est nommée en l'honneur de Rick C. West.

## Publication originale
- Raven, 1999 : « Review of the mygalomorph genus Melloina Brignoli (Paratropididae: Araneae). » Memoirs of The Queensland Museum, vol. 43, p. 819-825 (texte intégral).